# X2Go
X2Go és un programari d'escriptori remot de codi obert per a Linux que utilitza un protocol NX 3 modificat. X2Go ofereix accés remot a la interfície gràfica d'usuari d'un sistema Linux. També es pot utilitzar per accedir als sistemes Windows mitjançant un servidor intermediari.
Els paquets de client es poden executar a OpenBSD, FreeBSD, Linux, macOS o Windows. Alguns entorns d'escriptori Linux requereixen solucions alternatives per a la compatibilitat, mentre que alguns, com ara GNOME 3.12 i posteriors, poden no tenir solucions alternatives. Els entorns d'escriptori que sempre són compatibles amb X2Go, sense cap solució alternativa, són XFCE, LXDE i MATE.
El paquet del servidor s'ha d'instal·lar en un host Linux.
El projecte X2go s'ha empaquetat per a Fedora començant amb la versió F20 (2013).
També s'inclou a la versió oficial d'Ubuntu a partir del 17.04 i les versions de Debian Wheezy.

## Client
Es pot accedir al servidor amb un client normal des d'un sistema Windows o Linux o mitjançant una solució de client prim que s'inicia mitjançant l'entorn d'execució prèvia a l'arrencada (PXE) i el programari client mitjançant càrregues del sistema de fitxers de xarxa (NFS). Un cop el client ha acabat d'arrencar, apareix la vista de targeta pròpia de X2Go. Allà, es pot configurar la resolució, el so es pot activar/desactivar i es pot seleccionar el gestor de finestres.

## Dispositius locals i so
Els mitjans extraïbles USB es poden connectar al client i es reenvien al servidor mitjançant un túnel SSH. El so també es pot reenviar a través d'aquest túnel. Com a interfície de so z. Per exemple, podeu triar entre PulseAudio, aRts i Enlightened Sound Daemon.

## Targetes intel·ligents
La gestió de la sessió es pot fer mitjançant un llapis USB o una targeta intel·ligent. Es pot establir una connexió mitjançant LAN, WLAN o Internet. També és possible congelar una sessió a la feina, per exemple, i reprendre-la a casa introduint la targeta intel·ligent.